# دوره بیست و یکم مجلس شورای ملی
دوره بیست و یکم مجلس شورای ملی در ۱۴ مهر ‍۱۳۴۲ بازگشایی شد و دورهٔ چهار سالهٔ آن در ۱۳ مهر ۱۳۴۶ خاتمه یافت.
انتخابات این دوره در ۲۶ شهریور ۱۳۴۲ (در یک روز) برگزار شد و ۱۹۳ نماینده به مجلس راه یافتند. برای نخستین بار ۶ زن به مجلس شورای ملی راه یافتند. ریاست مجلس بیست و یکم در دست عبدالله ریاضی بود. در این دوره سه کابینه رأی اعتماد گرفتند و بیش از ۶۶۰ قانون به تصویب رسید.

## رخدادهای مهم

### انتخابات، افتتاح و ریاست مجلس
انتخابات در ۲۶ شهریور ۱۳۴۲ برگزار شد و طبق قانون جدید که در سال ۱۳۳۹ تصویب شده‌بود، تعداد کرسی‌های مجلس به ۲۰۰ نفر افزایش یافت. انتخابات برای تصاحب ۱۹۶ کرسی برگزار شد و انتخابات حوزه‌های انتخابیه شیروان و بیجار انجام نشد. در این دوره برای نخستین بار زنان نیز در انتخابات شرکت کردند و ۶ کرسی مجلس به زنان رسید. مجلس در ۱۴ مهر همان سال افتتاح شد و در ۲۳ مهر رسمیت یافت. در همین روز، عبدالله ریاضی به سمت ریاست مجلس انتخاب شد.

### احزاب
دو حزب اصلی این دورهٔ مجلس حزب ایران نوین و حزب مردم بودند. حزب ایران نوین به ریاست حسنعلی منصور حدود ۱۷۵ نماینده داشت و اکثریت مجلس را به دست گرفت. حزب مردم نیز تحت رهبری هلاکو رامبد بود و ۱۶ کرسی کسب کرد.

### کابینه‌ها
در این دوره سه کابینه از مجلس رأی اعتماد گرفتند:
- کابینه اسدالله علم (تشکیل کابینه ۳۰ مهر ۱۳۴۲، گرفتن رأی اعتماد ۵ آبان ۱۳۴۲)
- کابینه حسنعلی منصور (۱۸ اسفند ۱۳۴۲)
- کابینه امیرعباس هویدا (۱۱ بهمن ۱۳۴۳)

### مصوبات
در دورهٔ بیست و یکم مجلس شورای ملی بیش از ۶۶۰ قانون به تصویب رسید. مهمترین قانونی که در این دوره تصویب شد، لایحه کاپیتولاسیون بود. این لایحه در ۲۱ مهر ۱۳۴۳ در مجلس مورد بررسی قرار گرفت و به تصویب رسید. همچنین قانون‌های مربوط به تأسیس برخی از وزارت‌ها و نهادهای کشوری از جمله مرکز آمار، بورس اوراق بهادار و سازمان گسترش و نوسازی صنایع در این دوره تصویب شد.